# Gadna (Israele)
Gadna (in ebraico: גדנ"ע) è un programma militare israeliano per preparare i giovani per il loro servizio militare obbligatorio nelle Forze di Difesa di Israele o di polizia di frontiera. È un programma di disciplina e addestramento militare che dura una settimana, condotto dai soldati della brigata di fanteria Nahal. Gadna ospita annualmente circa 19 000 giovani israeliani, oltre a numerosi giovani stranieri.

## Storia
Gadna, abbreviazione di Gdudei No'ar (in ebraico גדודי נוער‎?), fu fondata prima della Dichiarazione d'indipendenza israeliana. 
Il programma fu istituito agli inizi degli anni '40 del XX secolo dalla Haganah, che divenne il nucleo delle Forze di difesa israeliane (IDF).
Accanto alla formazione preliminare per il servizio militare, i circoli Gadna insegnavano storia sionista, promuovevano l'amore per la terra di Israele ed incoraggiavano i membri a impegnarsi nell'agricoltura e nel volontariato. Le attività sociali comprendevano letture di materiale ideologico da giornali e pubblicazioni sioniste.
Migliaia di membri di Gadna combatterono nella Guerra arabo-israeliana del 1948.
Nel giugno 1949 la Knesset approvò una legge che richiedeva a uomini e donne che erano idonei fisicamente e mentalmente di prestare servizio militare a partire dai 18 anni di età.
La legge prevedeva anche l'istituzione del programma semi-militare Gadna per preparare gli studenti delle scuole superiori al servizio militare.

## Insegne
I comandanti, sergenti ed ufficiali, indossano il berretto verde della brigata di fanteria Nahal, tuttavia il distintivo sul berretto o sulla spallina è sostituito da quelli dei Corpi Istruzione e Gioventù israeliano.
I comandanti indossano una treccia marrone sulla spalla sinistra. Alle reclute di Gadna sono consegnate uniformi da addestramento e per uso quotidiano con camicia, pantalone, una cintura militare, una borraccia ed un supporto reggi-borraccia. Subito dopo l'arrivo, alle reclute, è anche consegnato un cappello che deve essere indossato in ogni momento. Le reclute con i capelli lunghi, sia maschi che femmine, devono sempre tenere i capelli legati.
I giovani sono organizzati in squadre e vivono in tende militari o caserme. La squadra ha due leader scelti dai comandanti. Il primo in grado è posto sotto le dirette dipendenze dell'ufficiale addetto alla base ed indossa una treccia sulla spalla sinistra o una spallina a strisce multicolore. Se essi indossano la treccia, la spallina sarà dello stesso colore di quella indossata dalla loro unità. Il secondo per rango, un sergente, indossa spalline speciali, di solito nere, e non porta mai una treccia.

## Struttura
Il programma Gadna dipende dalla divisione Magen dei Corpi Istruzione e Gioventù.

## Basi
Numerose basi erano correlate al programma Gadna nel corso degli anni, anche se a partire dal 2008, rimangono solo 3 basi operative Gadna:
- La Base Gadna Sdeh Boker, nel deserto del Negev (la più grande)
- La Base Gadna Tzalmon, nella Bassa Galilea
- La Base Gadna Joara, nelle pianure di Manasse (la più piccola)

Esistono progetti per aggiornare e rinnovare queste basi.

## Controversie
Mentre il programma Gadna è stato criticato come "troppo militarista" da alcuni educatori e professori in Israele, i Corpi Istruzione e Gioventù hanno preparato un programma per aumentare gli aspetti più militaristi e di combattimento nelle lezioni svolte nel programma, anche se sarà messa meno enfasi sull'aspetto fisico del programma.